# Istoria monedei bitcoin

Numărul de tranzacții bitcoin pe lună (scară logaritmică)

Bitcoin este o criptomonedă, un activ digital proiectat pentru a funcționa ca un mijloc de schimb valutar care se folosește de criptografie pentru a controla crearea de monedă și managementul său, în loc să se bazeze pe autorități centrale. Creatorul bitcoin, Satoshi Nakamoto, a integrat în 2009 mai multe idei ce existau deja în comunitatea cypherpunk pentru a crea moneda bitcoin. De-a lungul timpului, bitcoin a cunoscut o creștere rapidă și a devenit o monedă semnificativă la nivel global. De la mijlocul anilor 2010' încoace, unele întreprinderi globale au început să accepte plăți în bitcoin, pe lângă monedele fiduciare tradiționale.

## Primele monedele digitale
În perioada de dinainte de bitcoin, au existat o serie de tehnologii de monede digitale bazate pe protocolurile ecash ale lui David Chaum și Stefan Brands. Adam Back a dezvoltat sistemul hashcash, o schemă de tipul proof-of-work pentru controlul de spam. Primele propuneri pentru criptomonede digitale distribuite au fost sistemul de "b-money" al lui Wei Dai și modelul bit gold al lui Nick Szabo. Hal Finney a dezvoltat sisteme "reutilizabile de tip proof-of-work " (RPOW) folosind algoritmul proof-of-work hashcash. Prima tranzacție cu Bitcoin a avut loc pe 12 ianuarie 2009, când Satoshi a trimis 10 Bitcoin lui Hal Finney. 
De-a lungul timpului au fost multe speculații cu privire la identitatea lui Satoshi Nakamoto, suspecți fiind inclusiv Dai, Szabo, și Finney. Posibilitatea ca Satoshi Nakamoto sa fie un grup de informaticieni din sectorul financiar European a fost, de asemenea, luat in considerare.

## Crearea proiectului Bitcoin
Pe 18 august 2008, numele domeniului bitcoin.org a fost înregistrat. Câteva luni mai târziu, pe 31 Octombrie, un link către un articol științific scris de Satoshi Nakamoto intitulat Bitcoin: A Peer-to-Peer Electronic Cash Sistem was posted to a cryptography mailing list. (ro. Bitcoin: Un sistem monetar electronic de tip peer-to-peer) a fost trimisă către o listă de email-uri despre criptografie. Această lucrare detalia metode de a folosi un sistem peer-to-peer pentru a crea ceea ce a fost descris ca fiind "un sistem pentru tranzacții electronice care nu necesită încredere (în autorități centralizate)". Pe 3 ianuarie 2009, rețeaua bitcoin a fost creată, iar Satoshi Nakamoto a minat blocul geneză al rețelei bitcoin (blocul cu numărul 0), care a avut o recompensă de 50 de bitcoini. În textul tranzacției a fost inclus textul:
The Times 03/Ian/2009 Guvernator la limita unui al doilea plan de salvare al băncilor.
Textul se referă la un titlu din ziarul The Times publicat pe 3 ianuarie 2009. Această observație a fost interpretată atât ca o amprentă de timp a blocului geneză cât și un  comentariu sarcastic cu privire la instabilitatea cauzată de sistemul bancar de rezervă fracționară.:18
Primul client open source al bitcoin a fost lansat pe 9 ianuarie 2009.
Unul dintre primii susținători și contribuitori la proiectul bitcoin, precum și persoana care a primit prima tranzacție bitcoin a fost programatorul Hal Finney. Finney a descărcat software-ul bitcoin în ziua în care a fost eliberat, și pe 12 ianuarie 2009 a primit 10 bitcoini de la Nakamoto, aceasta fiind prima tranzacție bitcoin din lume. Alți susținători ai bitcoin au fost Wei Dai, creatorul sistemului predecesor b-money, și Nick Szabo, creatorul bit gold.
În perioada timpurie, este estimat că Nakamoto a minat aproximativ 1 milion de bitcoini. Înainte de a dispărea din orice fel de implicare în bitcoin, Nakamoto a predat proiectul programatorului Gavin Andresen, care apoi a devenit programatorul principal al bitcoin și a înființat Fundația Bitcoin, ce reprezintă în mod formal comunitatea bitcoin.
Valoarea primelor tranzacții bitcoin erau negociate de către persoanele implicate pe forumul bitcoin. Prima tranzacție care a fost folosită pentru a cumpăra un bun fizic a fost de 10.000 de BTC, folosită pentru a cumpăra două pizze de la Papa John's.

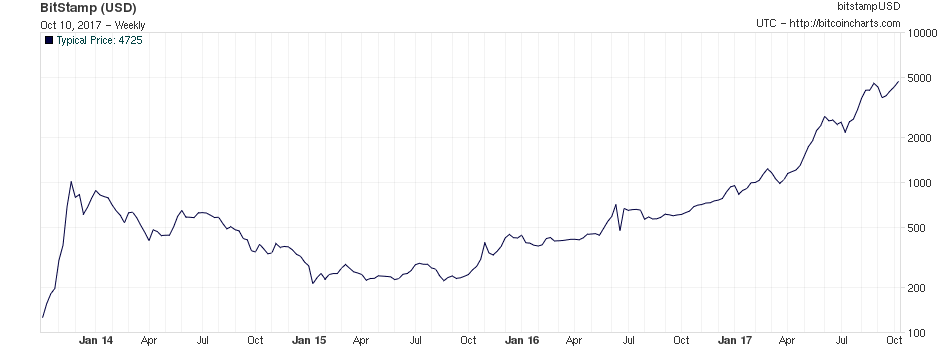
Prețul unui bitcoin a ajuns la $1.139,9 pe 4 ianuarie 2017. (grafic pe scară semi-logaritmică)

Pe 6 august 2010, o vulnerabilitate majoră a fost descoperită în protocolul bitcoin. Tranzacțiile nu erau verificate în mod corespunzător înainte ca acestea să fie incluse în blockchain, ceea ce permitea utilizatorilor să ocolească restricțiile economice bitcoin și să creeze un număr nelimitat de bitcoini. Pe 15 august, vulnerabilitatea a fost exploatată; peste 184 de miliarde de bitcoini au fost generați într-o tranzacție, și au fost trimiși către două adrese din rețea. În câteva ore, tranzacția a fost interceptată și ștearsă din jurnalul de tranzacții, bug-ul a fost reparat iar rețeaua bitcoin a fost actualizată la o nouă versiune a protocolului. Acest lucru a fost singurul defect major de securitate care a fost găsit și exploatat de-a lungul istoriei bitcoin.

## Istoria prețurilor
Printre factorii care au contribuit la creșterea bitcoin se numără criza datoriilor suverane din europa, în special criza financiară din 2012-2013 din Cipru. Alți factori includ declarații ale FinCEN (departamentul american de combatere a spălării banilor) ce au îmbunătățit reglementarea monedei bitcoin, precum și interesul crescut din mass-media și de pe internet.